# Campeonato Sul-Americano de Clubes de Voleibol Masculino de 2023
O Campeonato Sul-Americano de Clubes de Voleibol Masculino  de 2023 foi a 22.ª edição do torneio organizado anualmente pela Confederação Sul-Americana de Voleibol (CSV), disputado entre os dias 15 e 19 de março no Ginásio Poliesportivo General Mário Brum Negreiros, localizado na cidade de Araguari, no norte do Triângulo Mineiro. O torneio foi classificatório para edição do Campeonato Mundial de Clubes de 2023, e contou com a participação de nove times, representando cinco países: Argentina, Bolívia, Brasil, Chile e Uruguai.
A equipe do Sada Cruzeiro conquistou o nono título da competição de sua história ao derrotar na final o Minas Tênis Clube por 3 sets a 1. O ponteiro cubano Miguel Ángel López foi eleito o melhor jogador (MVP) da competição pela segunda vez consecutivamente.

## Direitos de transmissão
As partidas foram transmitidas pelo canal do Youtube WebTV Araguari e no site da CSV. As partidas a partir da fase final também foram transmitidas pelo canal fechado SporTV.

## Formato de disputa
Os nove times foram divididos em três grupos, A, B e C, enfrentando-se entre si em seus respectivos grupos, avançando para as semifinais os primeiros colocados de cada grupo e o segundo melhor colocado no geral. Estes se enfrentaram nas semifinais obedecendo aos cruzamentos: 1°A x 2°melhor colocado e 1°B x 1°C, definindo-se os finalistas e os times que disputaram o terceiro lugar. Os times eliminados na fase classificatória definiram da quinta a nona posição, sendo os melhores segundo colocados (eliminados) definiram a quinta posição e os melhores terceiros colocados jogaram pelo sétimo posto, e o pior terceiro colocado terminou a nona posição.
Para a classificação dentre dos grupos na primeira fase, o placar de 3–0 ou 3–1 garantiu três pontos para a equipe vencedora e nenhum para a equipe derrotada; já o placar de 3–2 garantiu dois pontos para a equipe vencedora e um para a perdedora.

## Participantes
As seguintes equipes foram qualificadas para a disputa do Campeonato Sul-Americano de Clubes de 2023 pela CSV:
| Equipe            | País      | Forma de Classificação                                  | Títulos                                             |
| ----------------- | --------- | ------------------------------------------------------- | --------------------------------------------------- |
| Araguari Vôlei    | Brasil    | Representante da cidade sede                            | 0 (não possui)                                      |
| Sada Cruzeiro     | Brasil    | Campeão da Superliga Brasileira 2021–22                 | 8 (2012, 2014, 2016, 2017, 2018, 2019 e 2020, 2022) |
| Minas Tênis Clube | Brasil    | Vice-campeão da Superliga Brasileira 2021–22            | 2 (1984, 1985)                                      |
| CA Bohemios       | Uruguai   | Campeão da Super Liga Uruguaia de Voleibol 2022         | 0 (não possui)                                      |
| Olympic           | Bolívia   | Campeão da Super Liga Boliviana de Voleibol 2022        | 0 (não possui)                                      |
| Murano            | Chile     | Campeão da Campeonato Chileno de Voleibol de 2022       | 0 (nao possui)                                      |
| UPCN/San Juan     | Argentina | Campeão da Liga Argentina de Voleibol de 2021–22        | 2 (2013 e 2015)                                     |
| Policial Vóley    | Argentina | Terceiro lugar da Liga Argentina de Voleibol de 2021–22 | 0 (nao possui)                                      |
| Ciudad Vóley      | Argentina | Campeão da Copa Argentina de Voleibol de 2022           | 0 (nao possui)                                      |

## Local das partidas
| Minas Gerais, Brasil                               |
| -------------------------------------------------- |
| Ginásio Poliesportivo General Mário Brum Negreiros |
| Capacidade: 2 200                                  |

## Primeira fase

### Grupo A
Classificação
|  |                                      |
|  | Equipes classificadas às semifinais. |
|  | Equipe que disputará o quinto lugar. |
|  | Equipe que disputará o sétimo lugar. |

|     |                |     | Jogos | Jogos | Jogos | Resultados | Resultados | Resultados | Resultados | Resultados | Resultados | Sets | Sets | Sets  | Pontos | Pontos | Pontos |
| Pos | Equipe         | Pts | T     | V     | D     | 3–0        | 3–1        | 3–2        | 2–3        | 1–3        | 0–3        | V    | P    | R     | V      | P      | R      |
| --- | -------------- | --- | ----- | ----- | ----- | ---------- | ---------- | ---------- | ---------- | ---------- | ---------- | ---- | ---- | ----- | ------ | ------ | ------ |
| 1   | Sada Cruzeiro  | 6   | 2     | 2     | 0     | 2          | 0          | 0          | 0          | 0          | 0          | 6    | 0    | MAX   | 150    | 86     | 1.744  |
| 2   | Policial Vóley | 3   | 2     | 1     | 1     | 0          | 1          | 0          | 0          | 0          | 1          | 3    | 4    | 0.750 | 158    | 140    | 1.129  |
| 3   | CA Bohemios    | 0   | 2     | 0     | 2     | 0          | 0          | 0          | 0          | 1          | 1          | 1    | 6    | 0.167 | 95     | 173    | 0.549  |

Resultados
| 15 de março de 2023 18:00 Resultado | Sada Cruzeiro | 3 — 0             | CA Bohemios | General Mário Brum Negreiros, Araguari |
| 15 de março de 2023 18:00 Resultado | 25            | Set 1 Set 2 Set 3 | 9 12        | General Mário Brum Negreiros, Araguari |

| 16 de março de 2023 18:00 Resultado | Sada Cruzeiro | 3 — 0             | Policial Vóley | General Mário Brum Negreiros, Araguari |
| 16 de março de 2023 18:00 Resultado | 25            | Set 1 Set 2 Set 3 | 17 22          | General Mário Brum Negreiros, Araguari |

| 17 de março de 2023 16:00 Resultado | CA Bohemios | 1 — 3                   | Policial Vóley | General Mário Brum Negreiros, Araguari |
| 17 de março de 2023 16:00 Resultado | 12 15 25 13 | Set 1 Set 2 Set 3 Set 4 | 25 23 25       | General Mário Brum Negreiros, Araguari |

### Grupo B
Classificação
|  |                                      |
|  | Equipes classificadas às semifinais. |
|  | Equipe que disputará o quinto lugar. |
|  | Equipe que disputará o sétimo lugar. |

|     |                |     | Jogos | Jogos | Jogos | Resultados | Resultados | Resultados | Resultados | Resultados | Resultados | Sets | Sets | Sets  | Pontos | Pontos | Pontos |
| Pos | Equipe         | Pts | T     | V     | D     | 3–0        | 3–1        | 3–2        | 2–3        | 1–3        | 0–3        | V    | P    | R     | V      | P      | R      |
| --- | -------------- | --- | ----- | ----- | ----- | ---------- | ---------- | ---------- | ---------- | ---------- | ---------- | ---- | ---- | ----- | ------ | ------ | ------ |
| 1   | Ciudad Vóley   | 6   | 2     | 2     | 0     | 1          | 1          | 0          | 0          | 0          | 0          | 6    | 1    | 6,000 | 178    | 152    | 1.171  |
| 2   | Araguari Vôlei | 3   | 2     | 1     | 1     | 1          | 0          | 0          | 0          | 1          | 0          | 4    | 3    | 1.333 | 174    | 144    | 1.208  |
| 3   | Olympic        | 0   | 1     | 0     | 1     | 0          | 0          | 0          | 0          | 0          | 1          | 0    | 3    | 0,000 | 94     | 150    | 0.627  |

Resultados
| 15 de março de 2023 20:00 Resultado | Araguari Vôlei | 3 — 0             | Olympic | General Mário Brum Negreiros, Araguari |
| 15 de março de 2023 20:00 Resultado | 25             | Set 1 Set 2 Set 3 | 14 13   | General Mário Brum Negreiros, Araguari |

| 16 de março de 2023 20:00 Resultado | Ciudad Vóley | 3 — 0             | Olympic  | General Mário Brum Negreiros, Araguari |
| 16 de março de 2023 20:00 Resultado | 25           | Set 1 Set 2 Set 3 | 14 18 21 | General Mário Brum Negreiros, Araguari |

| 17 de março de 2023 18:00 Resultado | Araguari Vôlei | 1 — 3                   | Ciudad Vóley | General Mário Brum Negreiros, Araguari |
| 17 de março de 2023 18:00 Resultado | 30 21 25 21    | Set 1 Set 2 Set 3 Set 4 | 32 25 21 25  | General Mário Brum Negreiros, Araguari |

### Grupo C
Classificação
|  |                                      |
|  | Equipes classificadas às semifinais. |
|  | Equipe que disputará o quinto lugar. |
|  | Equipe que disputará o sétimo lugar. |

|     |                   |     | Jogos | Jogos | Jogos | Resultados | Resultados | Resultados | Resultados | Resultados | Resultados | Sets | Sets | Sets  | Pontos | Pontos | Pontos |
| Pos | Equipe            | Pts | T     | V     | D     | 3–0        | 3–1        | 3–2        | 2–3        | 1–3        | 0–3        | V    | P    | R     | V      | P      | R      |
| --- | ----------------- | --- | ----- | ----- | ----- | ---------- | ---------- | ---------- | ---------- | ---------- | ---------- | ---- | ---- | ----- | ------ | ------ | ------ |
| 1   | Minas Tênis Clube | 6   | 2     | 2     | 0     | 2          | 0          | 0          | 0          | 0          | 0          | 6    | 0    | MAX   | 75     | 57     | 1.316  |
| 2   | UPCN/San Juan     | 3   | 2     | 1     | 1     | 1          | 0          | 0          | 0          | 0          | 1          | 3    | 3    | 1,000 | 132    | 109    | 1.211  |
| 3   | Murano            | 0   | 2     | 0     | 2     | 0          | 0          | 0          | 0          | 0          | 2          | 0    | 6    | 0,000 | 88     | 150    | 0.587  |

Resultados
| 15 de março de 2023 16:00 Resultado | Minas Tênis Clube | 3 — 0             | UPCN/San Juan | Ginásio Poliesportivo General Mário Brum Negreiros, Araguari |
| 15 de março de 2023 16:00 Resultado | 25                | Set 1 Set 2 Set 3 | 21 16 20      | Ginásio Poliesportivo General Mário Brum Negreiros, Araguari |

| 16 de março de 2023 16:00 Resultado | Minas Tênis Clube | 3 — 0             | Murano   | Ginásio Poliesportivo General Mário Brum Negreiros, Araguari |
| 16 de março de 2023 16:00 Resultado | 25                | Set 1 Set 2 Set 3 | 20 17 16 | Ginásio Poliesportivo General Mário Brum Negreiros, Araguari |

| 17 de março de 2023 14:00 Resultado | UPCN/San Juan | 3 — 0             | Murano  | Ginásio Poliesportivo General Mário Brum Negreiros, Araguari |
| 17 de março de 2023 14:00 Resultado | 25            | Set 1 Set 2 Set 3 | 11 8 15 | Ginásio Poliesportivo General Mário Brum Negreiros, Araguari |

## Finais
|  | Semifinais          | Semifinais          |   |                     | Final               | Final |  |
|  |                     |                     |   |                     |                     |       |  |
|  | 18 de março – 10:00 |                     |   |                     |                     |       |  |
|  | Sada Cruzeiro       | 3                   |   |                     |                     |       |  |
|  | Araguari Vôlei      | 0                   |   |                     |                     |       |  |
|  |                     |                     |   |                     |                     |       |  |
|  |                     |                     |   |                     | 19 de março – 12:30 |       |  |
|  |                     |                     |   |                     | Sada Cruzeiro       | 3     |  |
|  |                     | Minas Tênis Clube   | 1 |                     |                     |       |  |
|  |                     |                     |   |                     |                     |       |  |
|  |                     |                     |   |                     |                     |       |  |
|  |                     |                     |   |                     | Terceiro lugar      |       |  |
|  | 18 de março – 12:30 | 18 de março – 12:30 |   | 18 de março – 10:00 | 18 de março – 10:00 |       |  |
|  | Ciudad Vóley        | 1                   |   | Araguari Vôlei      | 3                   |       |  |
|  | Minas Tênis Clube   | 3                   |   |                     | Ciudad Vóley        | 2     |  |

### Resultados

#### Disputa pelo sétimo lugar
| 18 de março de 2023 17:00 Resultado | Bohemios       | 2 — 3                         | Club Olympic   | General Mário Brum Negreiros, Araguari |
| 18 de março de 2023 17:00 Resultado | 25 20 26 25 12 | Set 1 Set 2 Set 3 Set 4 Set 5 | 18 25 28 22 15 | General Mário Brum Negreiros, Araguari |

#### Disputa pelo quinto lugar
| 18 de março de 2023 19:00 Resultado | UPCN/San Juan | 3 — 0             | Policial Vóley | General Mário Brum Negreiros, Araguari |
| 18 de março de 2023 19:00 Resultado | 25            | Set 1 Set 2 Set 3 | 23 21 20       | General Mário Brum Negreiros, Araguari |

#### Semifinais
| 18 de março de 2023 12:30 Resultado | Sada Cruzeiro | 3 — 0             | Araguari Vôlei | General Mário Brum Negreiros, Araguari |
| 18 de março de 2023 12:30 Resultado | 25            | Set 1 Set 2 Set 3 | 15 21          | General Mário Brum Negreiros, Araguari |

| 18 de março de 2023 12:30 Resultado | Ciudad Vóley | 1 — 3                   | Minas Tênis Clube | General Mário Brum Negreiros, Araguari |
| 18 de março de 2023 12:30 Resultado | 19 9 25 20   | Set 1 Set 2 Set 3 Set 4 | 25 23 25          | General Mário Brum Negreiros, Araguari |

#### Disputa pelo terceiro lugar
| 19 de março de 2023 10:00 Resultado | Araguari Vôlei | 3 — 2                         | Ciudad Vóley   | General Mário Brum Negreiros, Araguari |
| 19 de março de 2023 10:00 Resultado | 25 20 25 18 15 | Set 1 Set 2 Set 3 Set 4 Set 5 | 22 25 16 25 13 | General Mário Brum Negreiros, Araguari |

#### Final
| 19 de março de 2023 12:30 Resultado | Sada Cruzeiro | 3 — 1                   | Minas Tênis Clube | General Mário Brum Negreiros, Araguari |
| 19 de março de 2023 12:30 Resultado | 25 22 25      | Set 1 Set 2 Set 3 Set 4 | 22 19 25 17       | General Mário Brum Negreiros, Araguari |

## Classificação final
| Posição | Equipe            |
| ------- | ----------------- |
|         | Sada Cruzeiro     |
|         | Minas Tênis Clube |
|         | Araguari Vôlei    |
| 4       | Ciudad Vóley      |
| 5       | UPCN/San Juan     |
| 6       | Policial Vóley    |
| 7       | Club Olympic      |
| 8       | Bohemios          |
| 9       | Murano            |

|  | Qualificados para o Campeonato Mundial de Clubes de 2023 |

## Premiações
| Campeonato Sul-Americano de Clubes de 2023 |
| Brasil                                     |
| ------------------------------------------ |
| Sada Cruzeiro Campeão (9.º título)         |

### Individuais
A seleção do campeonato foi composta pelos seguintes jogadores:
- MVP (Most Valuable Player):  Miguel Ángel López